# Lamath
Lamath [lamat] est une commune française située dans le département de Meurthe-et-Moselle, en région Grand Est.

## Géographie

### Localisation
| Blainville-sur-l'Eau | Mont-sur-Meurthe |                         |
| Méhoncourt           | Lamath           | Xermaménil              |
| Einvaux Landécourt   | Franconville     | Haudonville Gerbéviller |

### Géologie et relief
Hydrogéologie et climatologie : Système d’information pour la gestion des eaux souterraines du bassin Rhin-Meuse :
Territoire communal : Occupation du sol (Corinne Land Cover); Cours d'eau (BD Carthage),
Géologie : Carte géologique; Coupes géologiques et techniques,
 Hydrogéologie : Masses d'eau souterraine; BD Lisa; Cartes piézométriques.

### Sismicité
Commune située dans une zone de sismicité très faible.

### Hydrographie
La commune est dans le bassin versant du Rhin au sein du bassin Rhin-Meuse. Elle est drainée par la Mortagne, le ruisseau de Landecourt et le ruisseau du Rupt de Cru,,.
La Mortagne, d'une longueur de 75 km, prend sa source dans la commune de Saint-Léonard et se jette  dans la Meurthe à Mont-sur-Meurthe, après avoir traversé 26 communes. 

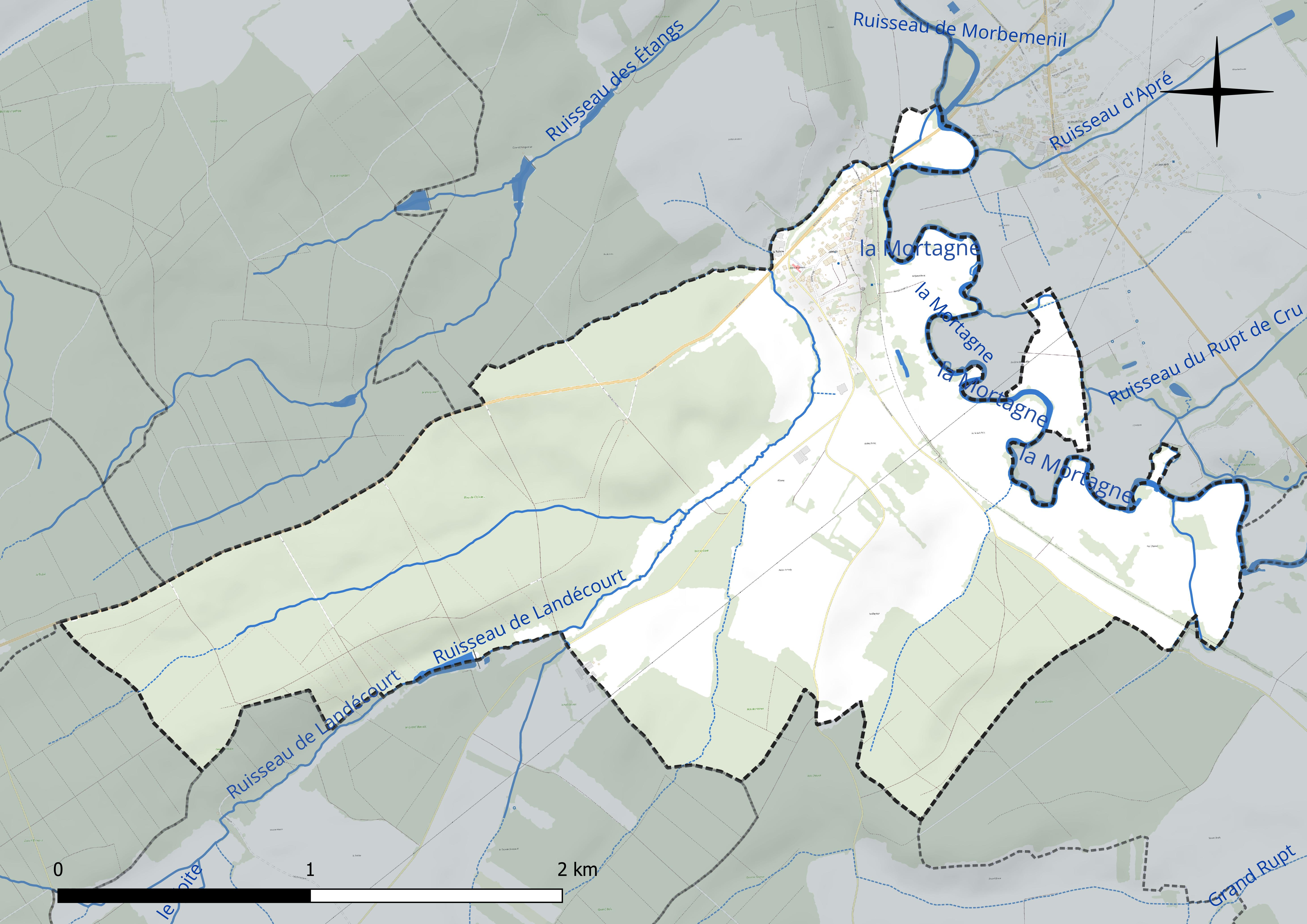
Réseau hydrographique de Lamath.

### Climat
Pour des articles plus généraux, voir Climat du Grand Est et Climat de Meurthe-et-Moselle.
En 2010, le climat de la commune est de type climat océanique dégradé des plaines du Centre et du Nord, selon une étude du Centre national de la recherche scientifique s'appuyant sur une série de données couvrant la période 1971-2000. En 2020, Météo-France publie une typologie des climats de la France métropolitaine dans laquelle la commune est exposée à un climat semi-continental et est dans la région climatique  Lorraine, plateau de Langres, Morvan, caractérisée par un hiver rude (1,5 °C), des vents modérés et des brouillards fréquents en automne et hiver. 
Pour la période 1971-2000, la température annuelle moyenne est de 9,7 °C, avec une amplitude thermique annuelle de 17 °C. Le cumul annuel moyen de précipitations est de 789 mm, avec 12 jours de précipitations en janvier et 9,6 jours en juillet. Pour la période 1991-2020, la température moyenne annuelle observée sur la station météorologique de Météo-France la plus proche, « Roville », sur la commune de Roville-aux-Chênes à 20 km à vol d'oiseau, est de 10,3 °C et le cumul annuel moyen de précipitations est de 833,3 mm. 
La température maximale relevée sur cette station est de 40 °C, atteinte le 25 juillet 2019 ; la température minimale est de −24,5 °C, atteinte le 2 janvier 1971,,. 
Les paramètres climatiques de la commune ont été estimés pour le milieu du siècle (2041-2070) selon différents scénarios d'émission de gaz à effet de serre à partir des nouvelles projections climatiques de référence DRIAS-2020. Ils sont consultables sur un site dédié publié par Météo-France en novembre 2022.

### Intercommunalité
Commune membre de la Communauté de communes du Territoire de Lunéville à Baccarat.

## Urbanisme

### Typologie
Au 1er janvier 2024, Lamath est catégorisée commune rurale à habitat dispersé, selon la nouvelle grille communale de densité à sept niveaux définie par l'Insee en 2022.
Elle est située hors unité urbaine. Par ailleurs la commune fait partie de l'aire d'attraction de Nancy, dont elle est une commune de la couronne,. Cette aire, qui regroupe 353 communes, est catégorisée dans les aires de 200 000 à moins de 700 000 habitants,.

### Occupation des sols
L'occupation des sols de la commune, telle qu'elle ressort de la base de données européenne d’occupation biophysique des sols Corine Land Cover (CLC), est marquée par l'importance des forêts et milieux semi-naturels (54,3 % en 2018), une proportion identique à celle de 1990 (54,3 %). La répartition détaillée en 2018 est la suivante : 
forêts (54,3 %), prairies (27 %), zones agricoles hétérogènes (18,7 %). L'évolution de l’occupation des sols de la commune et de ses infrastructures peut être observée sur les différentes représentations cartographiques du territoire : la carte de Cassini (XVIIIe siècle), la carte d'état-major (1820-1866) et les cartes ou photos aériennes de l'IGN pour la période actuelle (1950 à aujourd'hui).

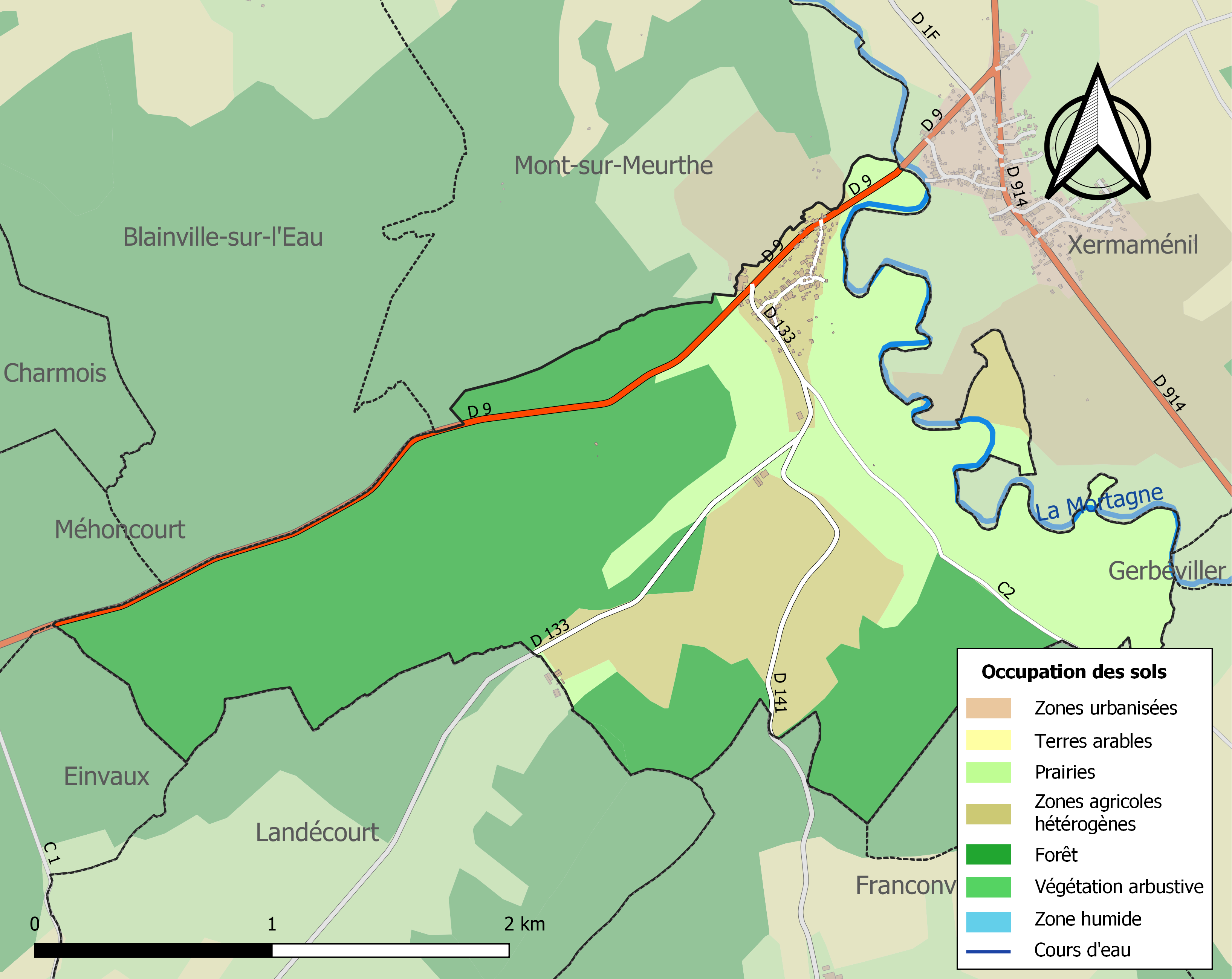
Carte des infrastructures et de l'occupation des sols de la commune en 2018 (CLC).

### Voies de communications et transports

#### Voies routières
Autoroutes proches :
- A33 : N333, Échangeur Z.I. des Sables.
- A330 : N57, Échangeur Flavigny-sur-Moselle.

#### Transports en commun
- Fluo Grand Est.

#### Lignes SNCF
- Gare de Lunéville.

## Toponymie
Anciennes mentions : la Marz (1178), la Mars (1296), La Mairs (1315), Lamay (1476), La Max (1497), La Mais (1502), La May (1516), Lamays (1523), La Mays (1558), La Maix (1600), La Marth (1606), La Maith (1651), La Math ou la Maix (1779).

## Histoire
1315 : Burnikes de Riste reprend en fief-lige les château et ban de Lunéville, Mont, Mortagne, Xermaménil, La Maire (Lamath), Rehainviller, Einville etc.
1871 : à la suite d'un ouragan, la flèche du clocher est reconstruite par l'entrepreneur Charles Heyset de Moyen sous la direction de l'architecte lunévillois Antoine.
1882 : le ministre des travaux publics autorise l'exploitation de la ligne de chemin de fer de Lunéville à Gerbéviller ayant une station à Lamath. Cette ligne fonctionnera pendant 100 ans.

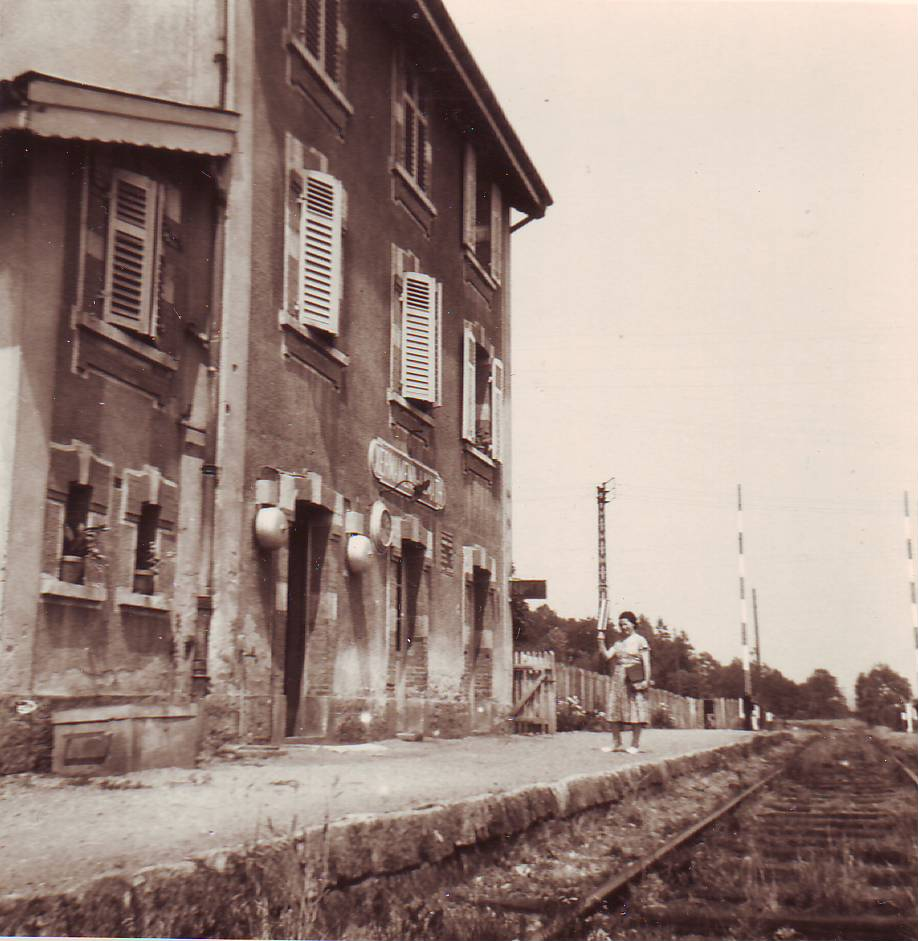
La gare vers 1966.
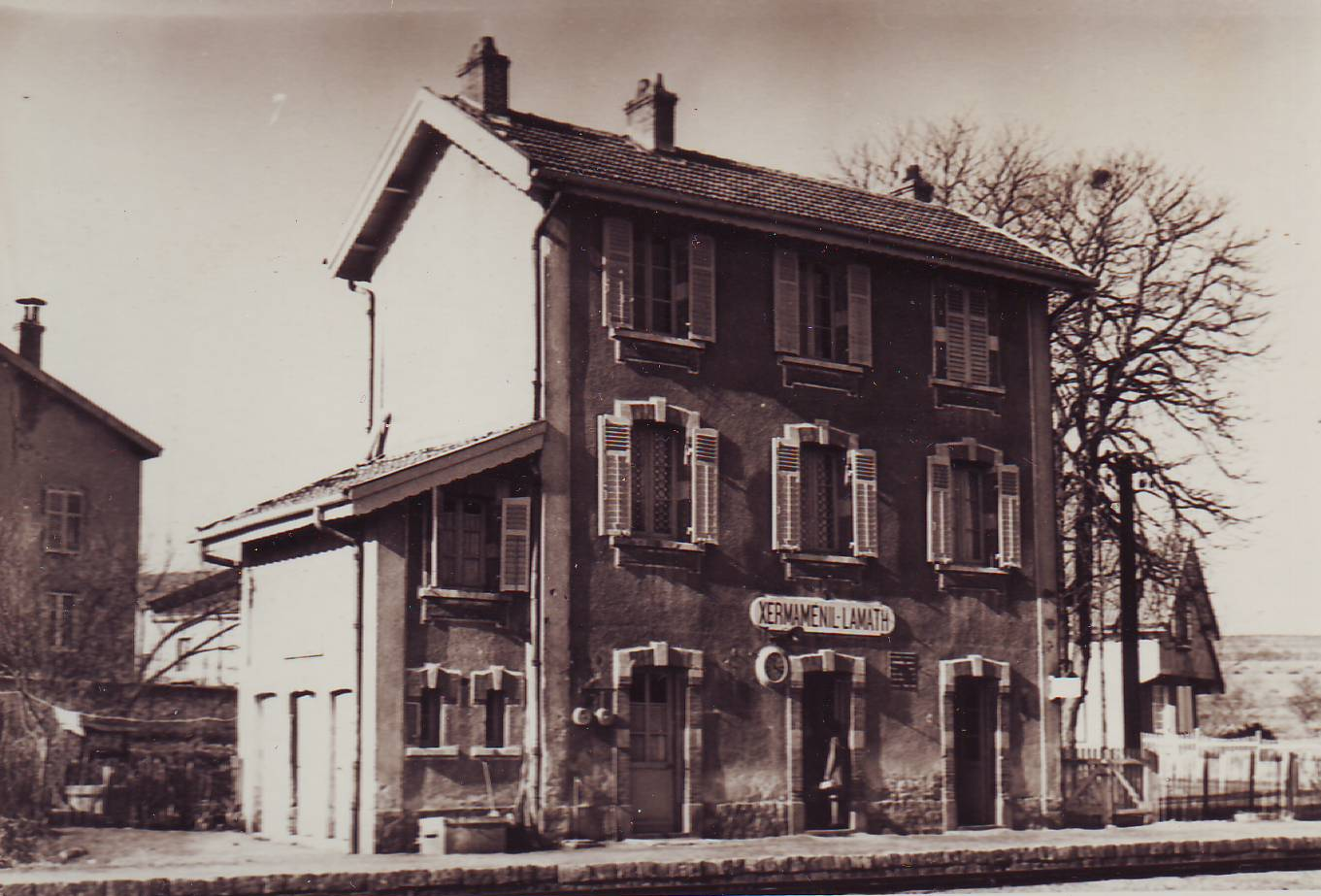
La gare vers 1966.

1914 : Monsieur Midon, maire de Lamath et deux autres habitants sont arrêtés par les Allemands et emmenés au fort von der Tann de Ingolstadt en Bavière. Quatre habitants sont fusillés. Le général allemand Eugen Clausz sera mis en cause pour "les crimes de Franconville, Moriviller et Lamath commis le 24 août 1914". Le nom de cet officier figure dans la "Liste des personnes désignées par les Puissances alliées pour être livrées par l'Allemagne en exécution des articles 228 à 230 du traité de Versailles".

## Politique et administration
| Période                                  | Période                   | Identité                                      | Étiquette | Qualité                       |
| ---------------------------------------- | ------------------------- | --------------------------------------------- | --------- | ----------------------------- |
| Les données manquantes sont à compléter. |                           |                                               |           |                               |
| 1852                                     |                           | Quirin Gérard                                 |           | nommé par le préfet           |
| 1935                                     |                           | Julien Blancheton                             |           |                               |
|                                          |                           |                                               |           |                               |
| mars 2001                                | En cours (au 23 mai 2020) | Bernard Genay, Réélu pour le mandat 2020-2026 |           | Cadre de la fonction publique |

### Budget et fiscalité 2021

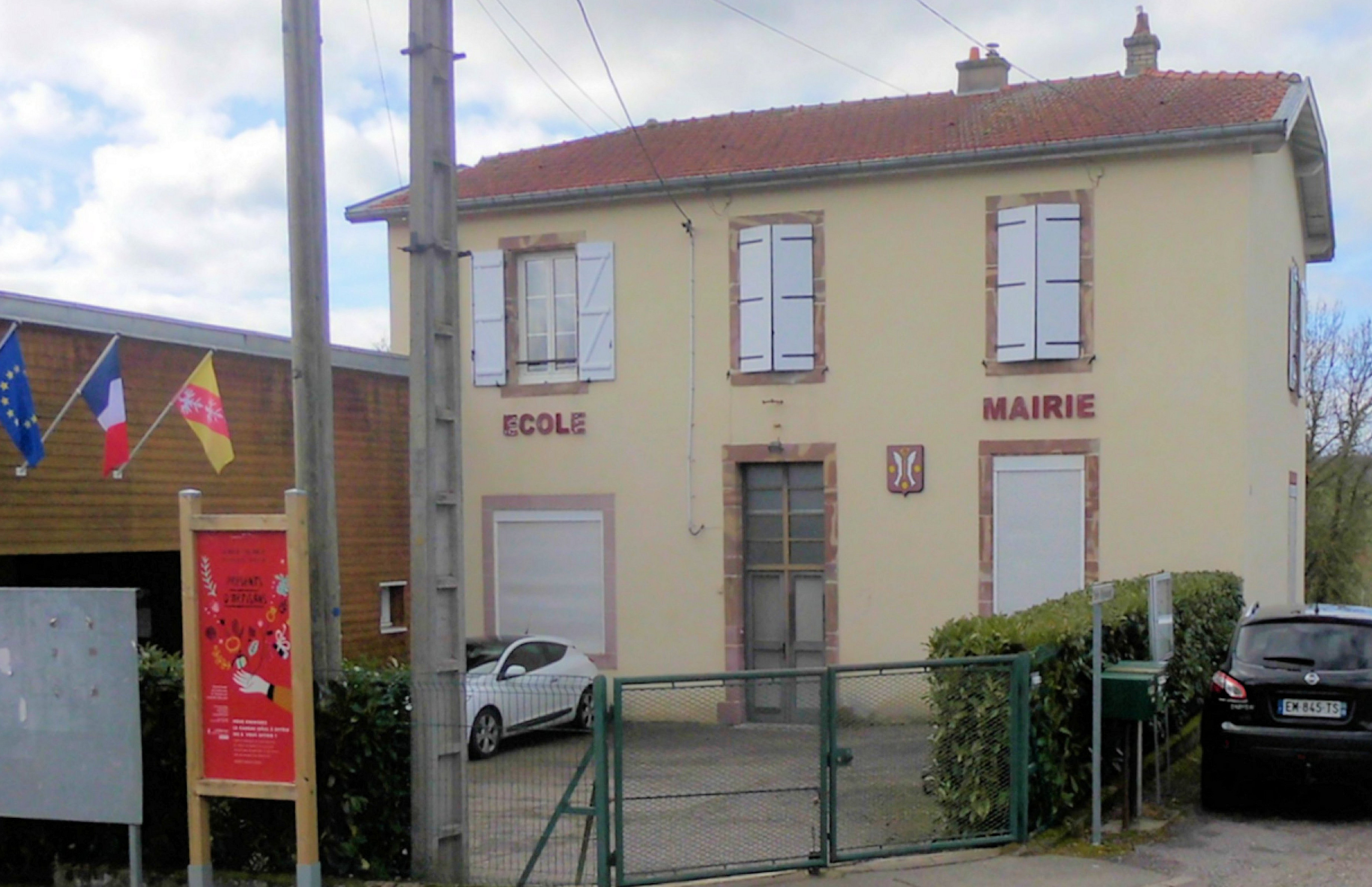
La mairie-école.

En 2021, le budget de la commune était constitué ainsi :
- total des produits de fonctionnement : 126 000 €, soit 637 € par habitant ;
- total des charges de fonctionnement : 109 000 €, soit 550 € par habitant ;
- total des ressources d'investissement : 20 000 €, soit 101 € par habitant ;
- total des emplois d'investissement : 22 000 €, soit 112 € par habitant ;
- endettement : 209 000 €, soit 1 054 € par habitant.

Avec les taux de fiscalité suivants :
- taxe d'habitation : 7,99 % ;
- taxe foncière sur les propriétés bâties : 27,27 % ;
- taxe foncière sur les propriétés non bâties : 19,00 % ;
- taxe additionnelle à la taxe foncière sur les propriétés non bâties : 0,00 % ;
- cotisation foncière des entreprises : 0,00 %.

Chiffres clés Revenus et pauvreté des ménages en 2020 : médiane en 2020 du revenu disponible, par unité de consommation : 22 070 €.

## Population et société

### Démographie

#### Pyramide des âges
L'évolution du nombre d'habitants est connue à travers les recensements de la population effectués dans la commune depuis 1793. Pour les communes de moins de 10 000 habitants, une enquête de recensement portant sur toute la population est réalisée tous les cinq ans, les populations de référence des années intermédiaires étant quant à elles estimées par interpolation ou extrapolation. Pour la commune, le premier recensement exhaustif entrant dans le cadre du nouveau dispositif a été réalisé en 2005.

En 2022, la commune comptait 180 habitants, en évolution de −10 % par rapport à 2016 (Meurthe-et-Moselle : −0,13 %, France hors Mayotte : +2,11 %).
| 1793 | 1800 | 1806 | 1821 | 1831 | 1836 | 1841 | 1846 | 1851 |
| ---- | ---- | ---- | ---- | ---- | ---- | ---- | ---- | ---- |
| 167  | 157  | 213  | 219  | 225  | 226  | 246  | 256  | 258  |

| 1856 | 1861 | 1872 | 1876 | 1881 | 1886 | 1891 | 1896 | 1901 |
| ---- | ---- | ---- | ---- | ---- | ---- | ---- | ---- | ---- |
| 236  | 225  | 214  | 201  | 213  | 193  | 178  | 183  | 186  |

| 1906 | 1911 | 1921 | 1926 | 1931 | 1936 | 1946 | 1954 | 1962 |
| ---- | ---- | ---- | ---- | ---- | ---- | ---- | ---- | ---- |
| 214  | 197  | 175  | 166  | 161  | 177  | 192  | 173  | 134  |

| 1968 | 1975 | 1982 | 1990 | 1999 | 2005 | 2006 | 2010 | 2015 |
| ---- | ---- | ---- | ---- | ---- | ---- | ---- | ---- | ---- |
| 115  | 131  | 141  | 175  | 182  | 200  | 195  | 184  | 197  |

| 2020 | 2022 | - | - | - | - | - | - | - |
| ---- | ---- | - | - | - | - | - | - | - |
| 184  | 180  | - | - | - | - | - | - | - |

### Enseignement
Établissements d'enseignements :
- Écoles maternelles et primaires à Xermaménil, Mont-sur-Meurthe, Blainville-sur-l'Eau, Rehainviller, Einvaux.
- Collèges à Gerbéviller, Blainville-sur-l'Eau, Lunéville.
- Lycées à Lunéville.

### Santé
Professionnels et établissements de santé :
- Médecins à Mont-sur-Meurthe, Blainville-sur-l'Eau, Damelevières, Gerbéviller, Einvaux, Lunéville.
- Pharmacies à Blainville-sur-l'Eau, Damelevières, Gerbéviller, Lunéville.
- Hôpitaux à Lunéville, Saint-Nicolas-de-Port, Charmes, Vandoeuvre-lès-Nancy.

### Cultes
- Culte catholique, Paroisse Bienheureux-Gervais-Brunel de la Mortagne[35], Diocèse de Nancy et Toul.

## Économie

### Entreprises et commerces

#### Agriculture
- Culture de légumes, de melons, de racines et de tubercules.
- Culture et élevage associés.
- Élevage d'autres bovins et de buffles.

#### Tourisme
- Hébergements et restauration à Landécourt, Blainville-sur-l'Eau, Rehainviller.

#### Commerces
- Commerces et services de proximité à Lunéville, Blainville-sur-l'Eau, Moncel-lès-Luéville, Mont-sur-Meurthe, Xermaménil.

## Culture locale et patrimoine

### Lieux et monuments

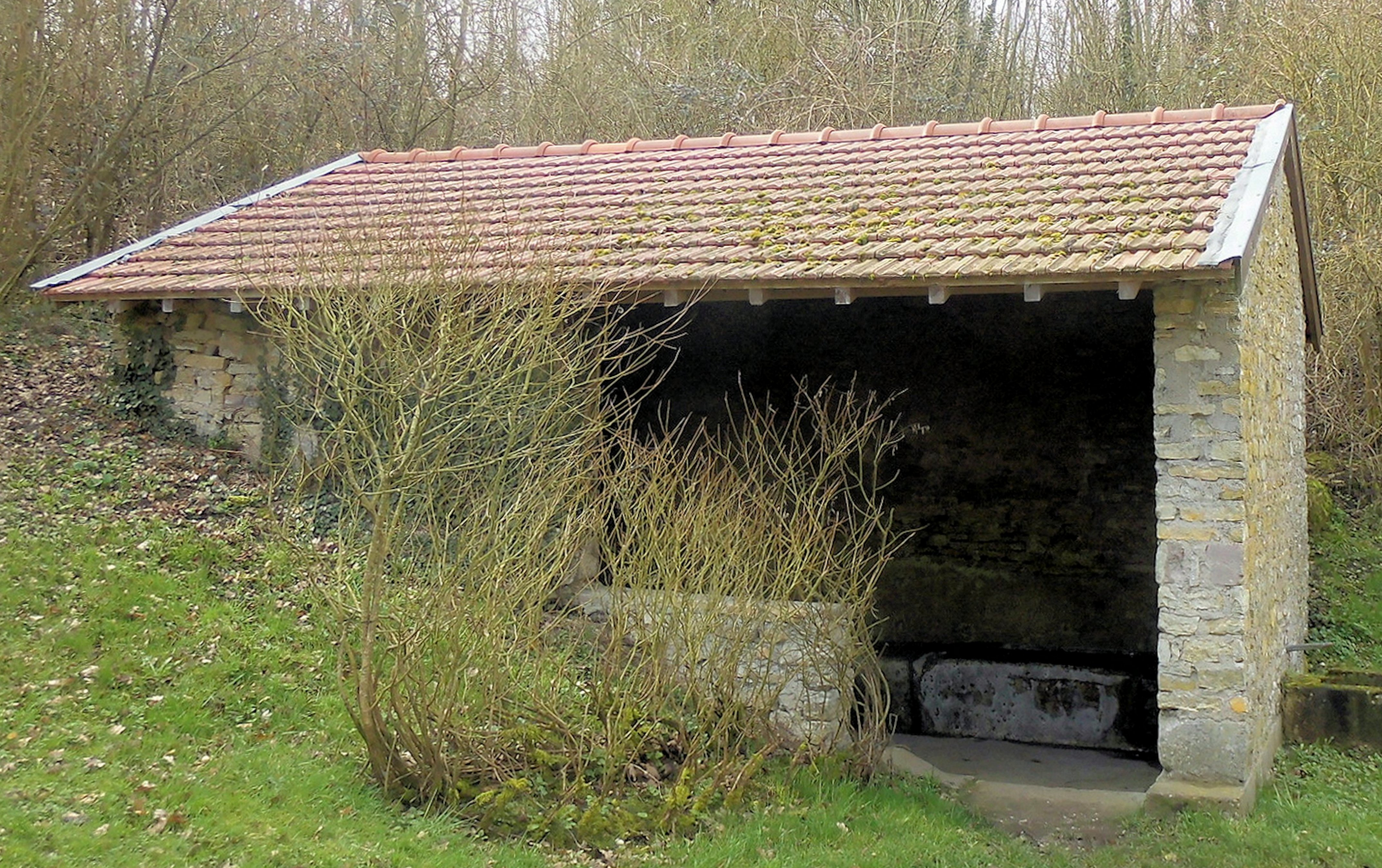
L'ancien lavoir.
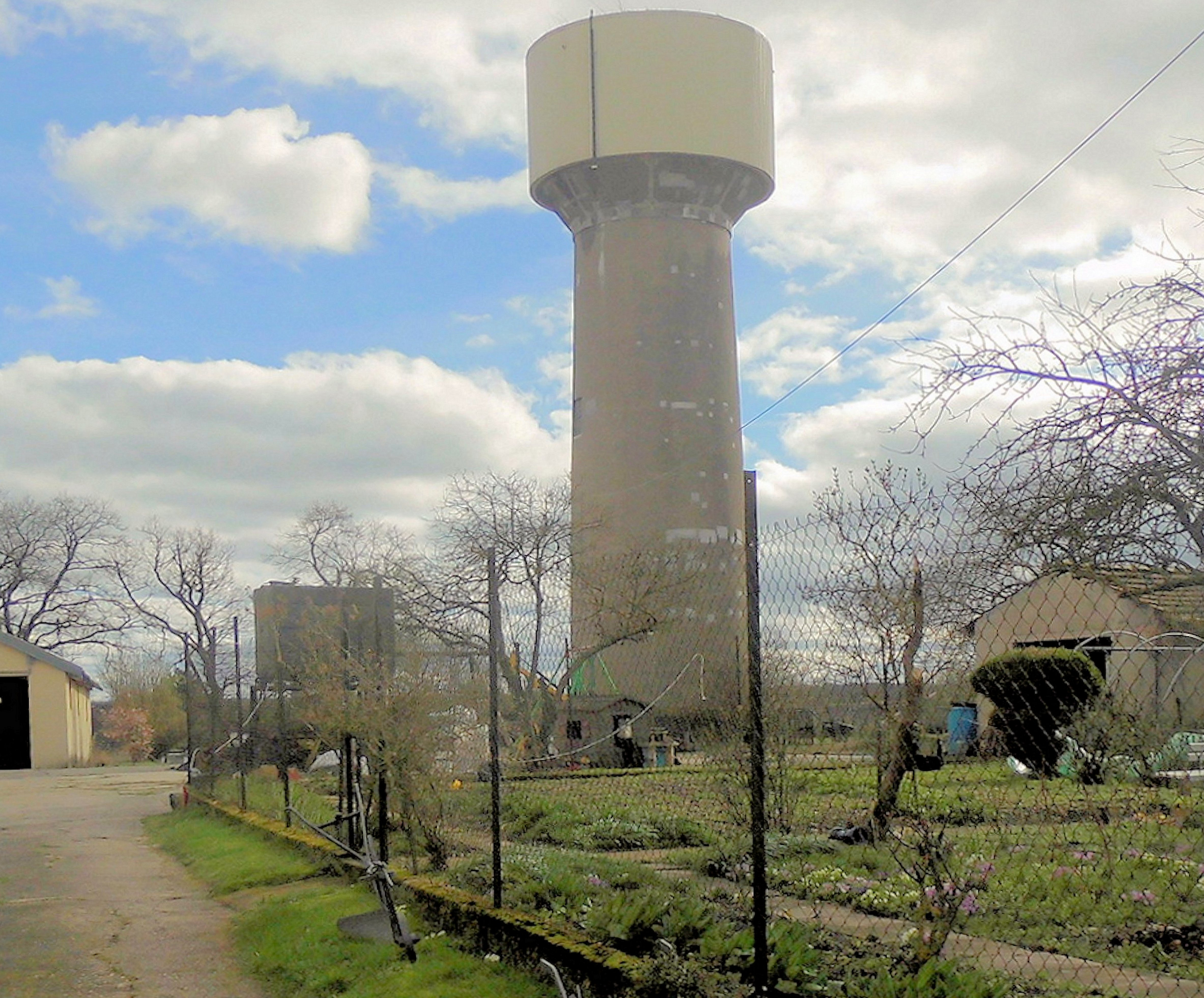
Le château d'eau.

- Église XVIIIe[36],[37],

Autel, gradin d'autel, tabernacle (maître-autel).
Statue Saint Etienne.
- L'ancien lavoir[40].
- Monument aux morts[41] : Conflits commémorés : Guerres 1914-1918 - 1939-1945 - Indochine (1946-1954).
- Tombe d'un chasseur du 24e Alpin[42].
- Cimetière communal[43].
- Fermes des XVIe et XVIIe siècles (?)[44],[45].

### Héraldique
| Blason de Lamath | Blason  | De gueules à deux bars adossés d’argent accompagnés d’une crosse en chef et de trois cailloux à dextre, senestre et en pointe le tout d’or. |
| Blason de Lamath | Détails | Le statut officiel du blason reste à déterminer.                                                                                            |